# Línea 107 (EMT Madrid)
La línea 107 de la EMT de Madrid une la Plaza de Castilla con Hortaleza.

## Características

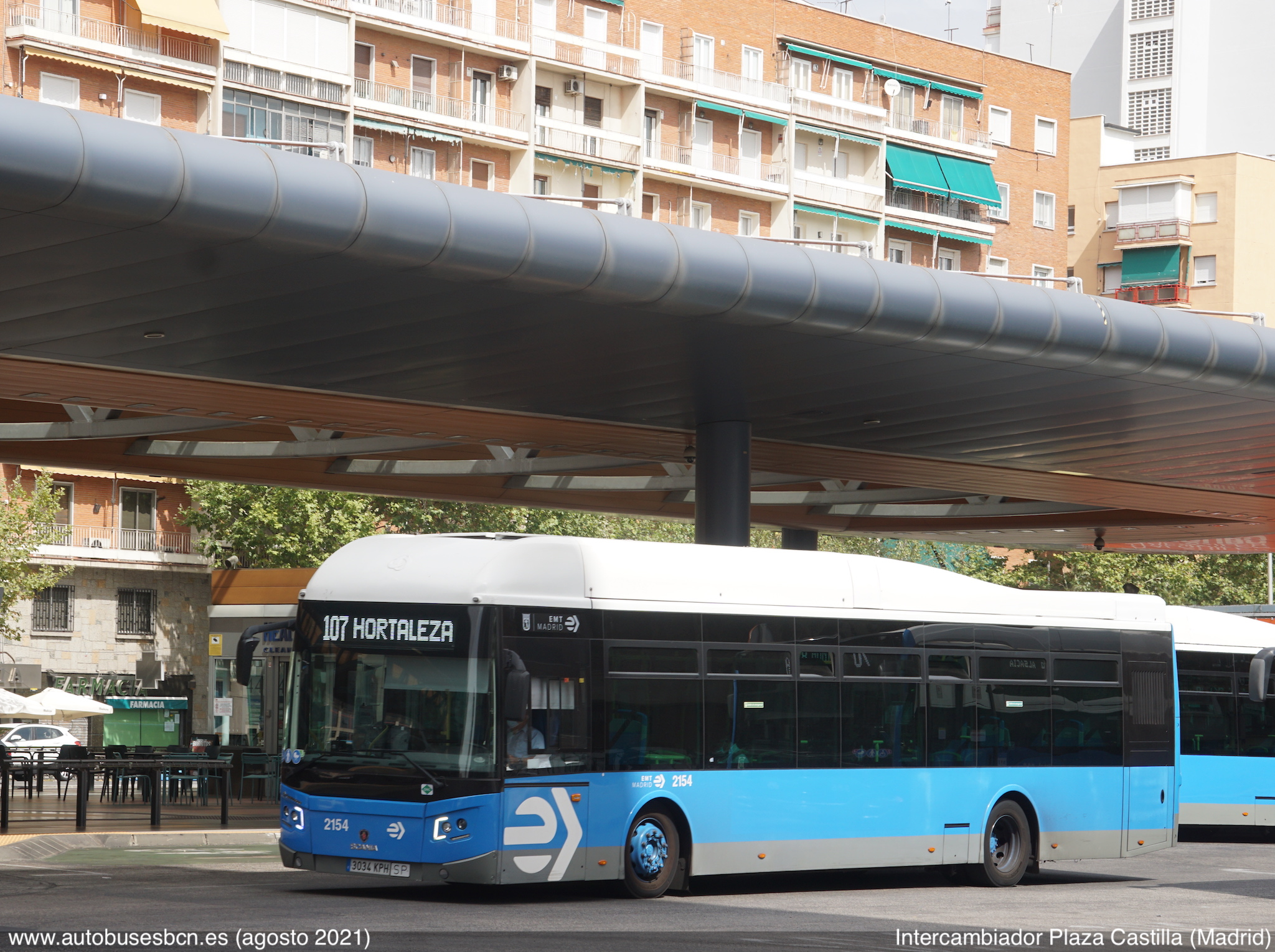
107 en el intercambiador de Plaza Castilla, agosto de 2021.

Esta línea, surgida tras la división de la línea 49 en los años 1990 (entonces Bº Santa María - Barrio del Pilar) con el itinerario que tiene en la actualidad, comunica de forma rápida el barrio de Santa María de Hortaleza con el intercambiador multimodal de la Plaza de Castilla pasando por el barrio Costillares de la Ciudad Lineal. Tiene circuito neutralizado dentro de la U.V.A. de Hortaleza.

### Frecuencias
| Lunes a viernes laborables |               |
| De 6:00 a 8:00             | 13-18 minutos |
| De 8:00 a 21:00            | 11-14 minutos |
| De 21:00 a 23:00           | 12-17 minutos |
| Sábados laborables         |               |
| De 6:00 a 8:00             | 15-25 minutos |
| De 8:00 a 22:00            | 15-18 minutos |
| De 22:00 a 23:00           | 16-24 minutos |
| Domingos y festivos        |               |
| De 7:00 a 10:00            | 16-27 minutos |
| De 10:00 a 22:00           | 16-19 minutos |
| De 22:00 a 23:00           | 17-23 minutos |

## Recorrido y paradas

### Sentido Hortaleza
La línea inicia su recorrido en la dársena 44 de la terminal de superficie del intercambiador de Plaza de Castilla, desde donde sale a la misma Plaza de Castilla y toma desde ella la calle Mateo Inurria. Recorre entera la citada calle hasta llegar a la Plaza del Duque de Pastrana, donde toma la calle Caídos de la División Azul, que recorre igualmente entera hasta llegar a la Cuesta del Sagrado Corazón, por la cual cruza sobre la M-30 y entra en la Ciudad Lineal girando a la izquierda para incorporarse a la calle de Arturo Soria.
A continuación, la línea recorre la calle de Arturo Soria hasta llegar a la intersección con la Avenida de San Luis, donde gira a la derecha para incorporarse a la misma, que recorre hasta el final, en la Plaza de Los Santos de la Humosa, donde sale por la calle Mar Caspio.
Poco después, gira a la izquierda para subir por la calle Mar de las Antillas, que abandona poco después girando a la derecha por la calle de Santa Susana, al final de la cual gira de nuevo a la derecha por la calle Santa Adela, donde tiene su cabecera.
| Código | Parada                                       | Común con      | Conexiones con Metro  | Otros |
| ------ | -------------------------------------------- | -------------- | --------------------- | ----- |
| 5722   | PLAZA CASTILLA (intercambiador - dársena 44) |                | Plaza de Castilla     |       |
| 30     | Plaza Castilla                               | 5 70 129 SE833 |                       |       |
| 203    | Mateo Inurria                                | 70 129         |                       |       |
| 205    | Avenida del Recuerdo                         | 70 129         |                       |       |
| 207    | Duque de Pastrana                            | 70 129 SE833   | Duque de Pastrana     |       |
| 208    | Nunciatura                                   | 70             |                       |       |
| 210    | Caídos División Azul                         | 29 70          |                       |       |
| 214    | Arturo Soria-Añastro                         | 7 29           |                       |       |
| 497    | Arturo Soria-Julio Dánvila                   | 7 29           |                       |       |
| 499    | Ingenieros Navales                           | 7 29           |                       |       |
| 501    | San Luis-Arturo Soria                        | 7 125          |                       |       |
| 503    | San Luis-Mesena                              | 7 125          |                       |       |
| 1837   | San Luis-Almanzora                           | 125            |                       |       |
| 1839   | San Luis-Añastro                             | 125            |                       |       |
| 5337   | San Luis-Estación Hortaleza                  | 125 172        |                       |       |
| 1841   | Colonia Pinar del Rey                        | 125 172        |                       |       |
| 1843   | San Luis-Solsona                             | 125 172        |                       |       |
| 1845   | San Luis-Santos de la Humosa                 | 125 172        |                       |       |
| 1846   | Mar Caspio                                   | 9 72           |                       |       |
| 1848   | Mar de las Antillas-Mar Negro                | 9              |                       |       |
| 1850   | Mar de las Antillas-Santa Susana             |                |                       |       |
| 1851   | Parque Santa María                           |                | Parque de Santa María |       |
| 4752   | Santa Adela                                  |                |                       |       |
| 1852   | HORTALEZA (C/ Santa Adela, frente al Nº 13)  |                |                       |       |

### Sentido Plaza de Castilla
La línea inicia su recorrido en la calle Santa Adela, desde la cual gira a la izquierda para incorporarse a la calle Mar de las Antillas, circulando por la misma hasta desembocar en la calle Mar Caspio.
A partir de aquí el recorrido de vuelta es igual al de ida pero en sentido contrario.
| Código | Parada                                       | Común con       | Conexiones con Metro | Otros |
| ------ | -------------------------------------------- | --------------- | -------------------- | ----- |
| 1852   | HORTALEZA (C/ Santa Adela, frente al Nº 13)  |                 |                      |       |
| 1853   | Mar de las Antillas-Abarzuza                 |                 |                      |       |
| 2560   | Mar de las Antillas-Santa Susana             | 9               |                      |       |
| 1849   | Mar de las Antillas-Mar Negro                | 9               |                      |       |
| 1847   | Mar Caspio                                   | 9 72            |                      |       |
| 4931   | San Luis-Santos de la Humosa                 | 125 172         |                      |       |
| 1844   | San Luis-Solsona                             | 125 172         |                      |       |
| 1842   | Colonia Pinar del Rey                        | 125 172         |                      |       |
| 5338   | San Luis-Estación Hortaleza                  | 125 172         |                      |       |
| 1840   | San Luis-Añastro                             | 125             |                      |       |
| 1838   | San Luis-Almanzora                           | 125             |                      |       |
| 504    | San Luis-Mesena                              | 7 125           |                      |       |
| 502    | San Luis-Arturo Soria                        | 7               |                      |       |
| 513    | Cuartel de la Marina                         | 7 29            |                      |       |
| 500    | Ingenieros Navales                           | 7 29            |                      |       |
| 498    | Arturo Soria-Julio Dánvila                   | 7 29            |                      |       |
| 1836   | Arturo Soria-Añastro                         | 29              |                      |       |
| 211    | Caídos División Azul                         | 29 70           |                      |       |
| 209    | Nunciatura                                   | 70              |                      |       |
| 266    | Duque de Pastrana                            | 70              | Duque de Pastrana    |       |
| 206    | Avenida del Recuerdo                         | 70 129 174      |                      |       |
| 204    | Mateo Inurria                                | 70 129 174      |                      |       |
| 31     | Plaza Castilla                               | 5 66 70 129 174 |                      |       |
| 5722   | PLAZA CASTILLA (intercambiador - dársena 44) |                 | Plaza de Castilla    |       |